# Estatua de la Creencia
La Estatua de la Creencia o Vishwas Swaroopam es una estatua del dios hindú Shiva construida en Nathdwara, Rajasthan, India y esculpida por Murtikar Naresh Kumawat. La estatua se inauguró el 29 de octubre de 2022 y actualmente, es la estatua de Shiva más alta del mundo.

## Descripción
Shiva está representado sentado con las piernas cruzadas y sosteniendo una trishula en su mano izquierda. Su pie izquierdo se coloca sobre la rodilla derecha, su expresión facial es distante, meditativa, y toda la estatua tiene un tono cobrizo distintivo. Hay dos miradores que ofrecen una vista panorámica del área circundante. Comenzó a diseñarse en 2011, se construyó en 2016 y se completó recién iniciado 2020. La estatua mide 112 metros de altura y el pedestal 34 m, y es visible hasta una distancia de 20 km.
En el interior se encuentra una sala de exposiciones, así como miradores para el público, situados a 6.1, 34, y 82 metros de altura, a los que se puede acceder mediante ascensor. La instalación incluye una estatua de Nandi, el toro de Shiva, de 7.6 metros de altura y 11 metros de longitud. El recinto de unas 7 hectáreas también incluye un estacionamiento, tres jardines herbales, un patio para almorzar, una fuente láser, un área de tiendas de artesanía, miradores, fuentes musicales, tiendas de recuerdos y un estanque. También hay disponible un tren turístico para visitar los alrededores.

## Construcción
La estatua fue concebida por el empresario indio Madan Paliwal, construida por Shapoorji Pallonji y esculpida por Murtikar Naresh Kumawat. La estructura consta de un núcleo interior de muros de hormigón armado rodeado por un marco de acero estructural que a su vez está rodeado por un exterior de hormigón moldeado de ultra alto rendimiento. La superficie se roció con zinc licuado y luego se recubrió con cobre.